# Blagoevgrad (oblast)
Pour les articles homonymes, voir Blagoevgrad (homonymie).
L’oblast de Blagoevgrad (en bulgare : Област Благоевград ; en macédonien : Благоевградска Област) est l'une des 28 oblastes (nom féminin qui peut être transcrit par « provinces », « régions », « districts », « départements », « comtés ») de Bulgarie. Les oblastes sont administrées par un « gouverneur régional » (bulgare : Областен управител), dont le rôle est plus ou moins comparable à celui d'un préfet de département en France. Les oblastes sont divisées en obchtines (bulgare : община – obchtina – au singulier, Общини – obchtini – au pluriel, nom féminin qui peut être transcrit par « municipalités » ou « communes » mais qui désigne en fait des arrondissements au sein desquels villes et villages conservent une personnalité propre, même si une intercommunalité semble avoir existé dès le milieu du XIXe siècle).

Carte physique de l'oblast de Blagoevgrad.

En 2017 son « gouverneur régional » de l'oblast de Blagoevgrad était Vladimir Tsvetanov Dimitrov.

## Géographie
Le chef-lieu de l'oblast est la ville de Blagoevgrad. Sa superficie, qui recouvre la région historique appelée Macédoine du Pirin, est de 6 449,5 km2, représentant 5,8 % du territoire de la Bulgarie.
L'oblast de Blagoevgrad est limitrophe, en Bulgarie, des oblastes de Kyoustendil, Sofia (oblast non-métropolitain), au nord, des oblastes de Pazardjik et Smolyan à l'est, ainsi que de la Grèce au sud et de la Macédoine du Nord à l'ouest.

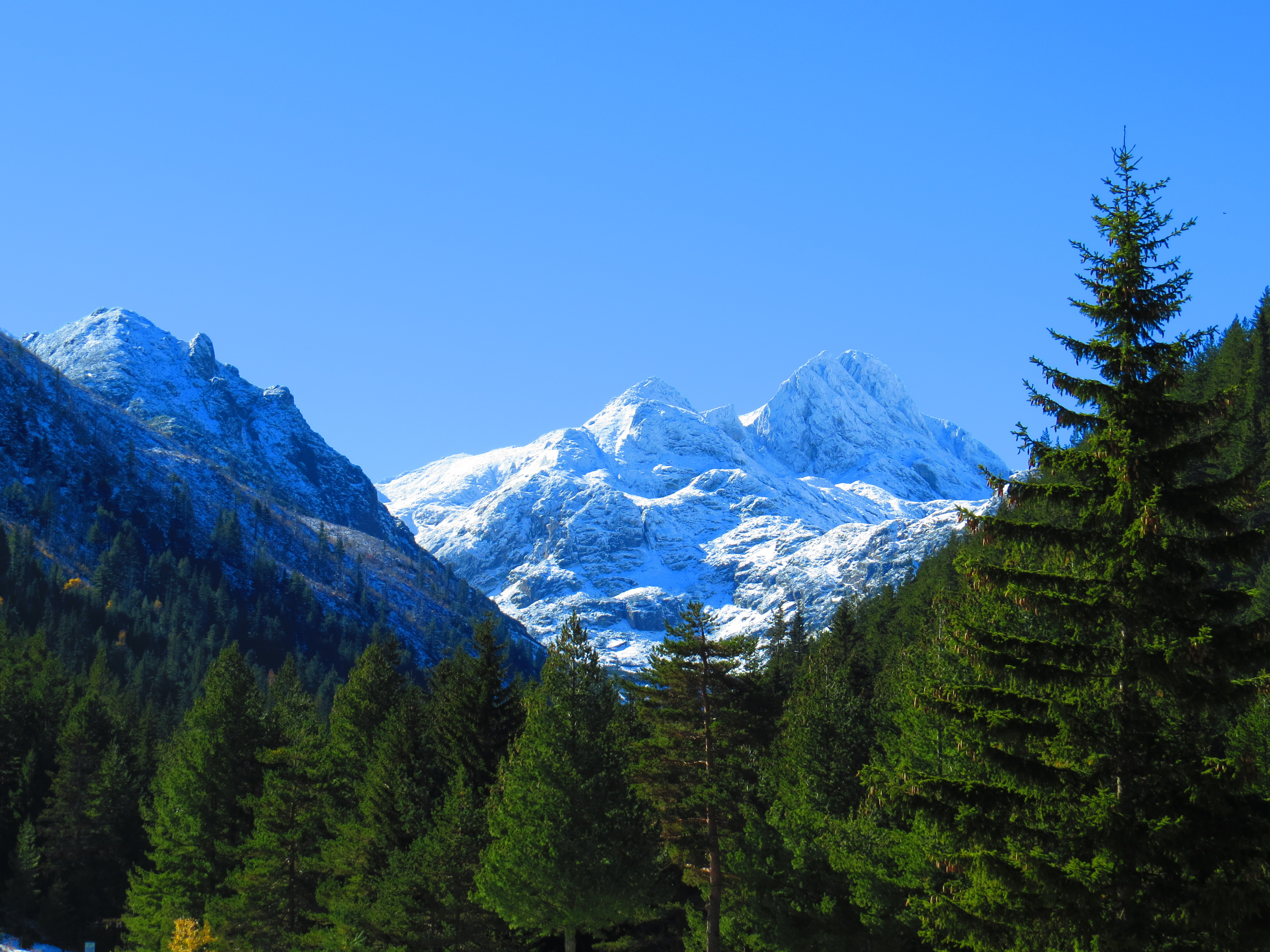
MalyovitsaMalyovitsa

## Démographie
Lors du recensement de 2011, la population s'élevait à 324 110 habitants, soit une densité de population de 50 hab./km².

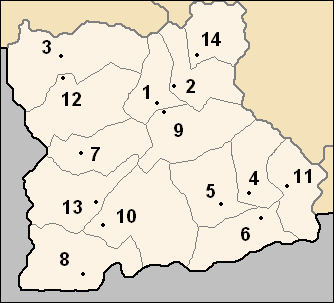
Carte administrative des obchtines de l'oblast de Blagoevgrad.

## Subdivisions
L'oblast regroupe 14 obchtines :
| Municipalités : noms | Municipalités : noms | Population (2011) | Population (2011) | Repère carte |
| -------------------- | -------------------- | ----------------- | ----------------- | ------------ |
| Romanisé             | Cyrillique           | Totale            | Chef-lieu         | Repère carte |
| Bansko               | Банско               | 13 088            | 11 826            | 1            |
| Belitsa              | Белица               | 9 860             | 3 322             | 2            |
| Blagoévgrad          | Благоевград          | 80 793            | 74 302            | 3            |
| Garmén               | Гърмен               | 14 825            | "n.d."            | 4            |
| Gotsé Deltchév       | Гоце Делчев          | 30 823            | 18 899            | 5            |
| Khadjidimovo         | Хаджидимово          | 9 981             | 2 705             | 6            |
| Krésna               | Кресна               | 5 371             | 3 437             | 7            |
| Pétritch             | Петрич               | 53 326            | 28 442            | 8            |
| Razlog               | Разлог               | 20 410            | 11 829            | 9            |
| Sandanski            | Сандански            | 39 898            | 26 045            | 10           |
| Satovtcha            | Сатовча              | 15 305            | "n.d."            | 11           |
| Simitli              | Симитли              | 14 026            | 6 552             | 12           |
| Stroumyani           | Струмяни             | 5 720             | "n.d."            | 13           |
| Yakorouda            | Якоруда              | 10 684            | 5 756             | 14           |

## Liste détaillée des localités
Les noms de localités en caractères gras ont le statut de ville (bulgare : град, translittéré en grad). Les autres localités ont le statut de village (bulgare : село translittéré en selo).
Les noms de localités s'efforcent de suivre, dans la translittération en alphabet latin, la typographie utilisée par la nomenclature bulgare en alphabet cyrillique, notamment en ce qui concerne l'emploi des majuscules (certains noms de localités, visiblement formés à partir d'adjectifs et/ou de noms communs, ne prennent qu'une majuscule) ou encore les espaces et traits d'union (ces derniers étant rares sans être inusités). Chaque nom translittéré est suivi, entre parenthèses, du nom bulgare original en alphabet cyrillique.

### Bansko (obchtina)
L'obchtina de Bansko groupe une ville, Bansko, et 7 villages :
Bansko (Банско) ·
Dobrinichte (Добринище) ·
Filipovo (Филипово) ·
Gostoun (Гостун) ·
Kremen (Кремен) ·
Mesta (Места) ·
Obidim (Обидим) ·
Osenovo (Осеново)

### Belitsa (obchtina)
L'obchtina de Belitsa groupe une ville, Belitsa, et 12 villages :
Babyak (Бабяк) ·
Belitsa (Белица) ·
Dagonovo (Дагоново) ·
Galabovo (Гълъбово) ·
Gorno Kraichte (Горно Краище) ·
Kouzyovo (Кузьово) ·
Kraichte (Краище) ·
Lyoutovo (Лютово) ·
Ortsevo (Орцево) ·
Palatik (Палатик) ·
Tcherechovo (Черешово) ·
Varkhari (Върхари) ·
Zlataritsa (Златарица)

### Blagoévgrad (obchtina)
L'obchtina de Blagoévgrad groupe une ville, Blagoevgrad, et 25 villages :
Balgartchevo (Българчево) ·
Belo pole (Бело поле) ·
Bistritsa (Бистрица) ·
Blagoevgrad (Благоевград) ·Boutchino (Бучино) ·
Dabrava (Дъбрава) ·
Debotchitsa (Дебочица) ·
Delvino (Делвино) ·
Drenkovo (Дренково) ·
Elenovo (Еленово) ·
Gabrovo (Габрово) ·
Gorno Kharsovo (Горно Хърсово) ·
Izgrev (Изгрев) ·
Klisoura (Клисура) ·
Lechko (Лешко) ·
Lisiya (Лисия) ·
Logodaj (Логодаж) ·
Maroulevo (Марулево) ·
Mochtanets (Мощанец) ·
Obel (Обел) ·
Padech (Падеш) ·
Pokrovnik (Покровник) ·
Riltsi (Рилци) ·
Selichte (Селище) ·
Tserovo (Церово) ·
Zelendol (Зелендол)

### Garmén (obchtina)
L'obchtina de Garmén groupe 16 villages :
Baldevo (Балдево) ·
Dabnitsa (Дъбница) ·
Debren (Дебрен) ·
Dolno Dryanovo (Долно Дряново) ·
Garmen (Гърмен) ·
Gorno Dryanovo (Горно Дряново) ·
Khvostyane (Хвостяне) ·
Kovatchevitsa (Ковачевица) ·
Krouchevo (Крушево) ·
Leshten (Лещен) ·
Martchevo (Марчево) ·
Ognyanovo (Огняново) ·
Oreche (Ореше) ·
Osikovo (Осиково) ·
Ribnovo (Рибново) ·
Skrebatno (Скребатно)

### Gotse Deltchev (obchtina)
L'obchtina de Gotse Deltchev groupe une ville, Gotse Deltchev, et 12 villages :
Banitchan (Баничан) ·
Borovo (Борово) ·
Boukovo (Буково) ·
Breznitsa (Брезница) ·
Deltchevo (Делчево) ·
Dobrotino (Добротино) ·
Dragostin (Драгостин) ·
Gospodintsi (Господинци) ·
Gotse Deltchev (Гоце Делчев) ·
Kornitsa (Корница) ·
Lajnitsa (Лъжница) ·
Mousomichta (Мусомища) ·
Sredna (Средна)

### Khadjidimovo (obchtina)
L'obchtina de Khadjidimovo groupe une ville, Khadjidimovo, et 14 villages :
Ablanitsa (Абланица) ·
Béslén (Беслен) ·
Blatska (Блатска) ·
Gaïtaninovo (Гайтаниново) ·
Ilindén (Илинден) ·
Khadjidimovo (Хаджидимово) ·
Koprivlén (Копривлен) ·
Laki (Лъки) ·
Nova Lovtcha (Нова Ловча) ·
Novo Léski (Ново Лески) ·
Paril (Парил) ·
Pétrélik (Петрелик) ·
Sadovo (Садово) ·
Téchovo (Тешово) ·
Téplén (Теплен)

### Krésna (obchtina)
L'obchtina de Krésna groupe une ville, Kresna, et 9 villages :
Boudiltsi (Будилци) ·
Dolna Gradechnitsa (Долна Градешница) ·
Ezéréts (Езерец) ·
Gorna Bréznitsa (Горна Брезница) ·
Kresna (Кресна) ·
Novo selo (Ново село) ·
Ochtava (Ощава) ·
Slivnitsa (Сливница) ·
Stara Krésna (Стара Кресна) ·
Vlakhi (Влахи)

### Pétritch (obchtina)
L'obchtina de Pétritch groupe une ville, Pétritch, et 56 villages :
Baskaltsi (Баскалци) ·
Belasitsa (Беласица) ·
Bogoroditsa (Богородица) ·
Borovitchene (Боровичене) ·
Dolene (Долене) ·
Dolna Krouchitsa (Долна Крушица) ·
Dolna Ribnitsa (Долна Рибница) ·
Dolno Spantchevo (Долно Спанчево) ·
Dragouch (Драгуш) ·
Drangovo (Дрангово) ·
Drénovitsa (Дреновица) ·
Drénovo (Дреново) ·
Gabréné (Габрене) ·
Géga (Гега) ·
General Todorov (Генерал Тодоров) ·
Gortchevo (Горчево) ·
Gyurgevo (Гюргево) ·
Ivanovo (Иваново) ·
Kamena (Камена) ·
Kapatovo (Капатово) ·
Karnalovo (Кърналово) ·
Kavrakirovo (Кавракирово) ·
Kladentsi (Кладенци) ·
Klyoutch (Ключ) ·
Kolarovo (Коларово) ·
Koukourakhtsevo (Кукурахцево) ·
Koulata (Кулата) ·
Krandjilitsa (Крънджилица) ·
Kromidovo (Кромидово) ·
Marikostinovo (Марикостиново) ·
Marino pole (Марино поле) ·
Mendovo (Мендово) ·
Mikhnevo (Михнево) ·
Mitino (Митино) ·
Novo Konomladi (Ново Кономлади) ·
Parvomaï (Първомай) ·
Pétritch (Петрич) ·
Pravo bardo (Право бърдо) ·
Rajdak (Ръждак) ·
Ribnik (Рибник) ·
Roupite (Рупите) ·
Samouilova krepost (Самуилова крепост) ·
Samouilovo (Самуилово) ·
Skrat (Скрът) ·
Startchevo (Старчево) ·
Stroumechnitsa (Струмешница) ·
Tchourilovo (Чурилово) ·
Tchouritcheni (Чуричени) ·
Tchoutchouligovo (Чучулигово) ·
Tonsko dabe (Тонско дабе) ·
Topolnitsa (Тополница) ·
Vichlene (Вишлене) ·
Volno (Волно) ·
Yakovo (Яково) ·
Yavornitsa (Яворница) ·
Zanoga (Занога) ·
Zoïtchene (Зойчене)

### Razlog (obchtina)
L'obchtina de Razlog groupe une ville, Razlog, et 7 villages :
Batchévo (Бачево) ·
Banya (Баня) ·
Dobarsko (Добърско) ·
Dolno Draglichté (Долно Драглище) ·
Elechnitsa (Елешница) ·
Godlévo (Годлево) ·
Gorno Draglichté (Горно Драглище) ·
Razlog (Разлог)

### Sandanski (obchtina)
L'obchtina de Sandanski groupe deux villes – Sandanski et Melnik –, et 52 villages :
Belevekhtchevo (Белевехчево) ·
Belyovo (Бельово) ·
Bojdovo (Бождово) ·
Damyanitsa (Дамяница) ·
Debrene (Дебрене) ·
Djigourovo (Джигурово) ·
Doleni (Долени) ·
Golechovo (Голешово) ·
Golem Tsalim (Голем Цалим) ·
Gorna Souchitsa (Горна Сушица) ·
Gorno Spantchevo (Горно Спанчево) ·
Kachina (Кашина) ·
Kalimantsi (Калиманци) ·
Karlanovo (Кърланово) ·
Katountsi (Катунци) ·
Kharsovo (Хърсово) ·
Khotovo (Хотово) ·
Khrasna (Храсна) ·
Kovatchevo (Ковачево) ·
Krastiltsi (Кръстилци) ·
Ladarevo (Ладарево) ·
Laskarevo (Ласкарево) ·
Lebnitsa (Лебница) ·
Lechnitsa (Лешница) ·
Lekhovo (Лехово) ·
Levounovo (Левуново) ·
Lilyanovo (Лиляново) ·
Loznitsa (Лозеница) ·
Lyoubovichte (Любовище) ·
Lyoubovka (Любовка) ·
Malki Tsalim (Малки Цалим) ·
Melnik (Мелник) ·
Novo Deltchevo (Ново Делчево) ·
Novo Khodjovo (Ново Ходжово) ·
Petrovo (Петрово) ·
Piperitsa (Пиперица) ·
Pirin (Пирин) ·
Ploski (Плоски) ·
Polenitsa (Поленица) ·
Rojen (Рожен) ·
Sandanski (Сандански) ·
Sklave (Склаве) ·
Sougarevo (Сугарево) ·
Spatovo (Спатово) ·
Stoja (Стожа) ·
Strouma (Струма) ·
Tcherechnitsa (Черешница) ·
Valkovo (Вълково) ·
Vikhren (Вихрен) ·
Vinogradi (Виногради) ·
Vranya (Враня) ·
Yanovo (Яново) ·
Zlatolist (Златолист) ·
Zornitsa (Зорница)

### Satovtcha (obchtina)
L'obchtina de Satovtcha groupe 14 villages :
Bogolin (Боголин) ·Dolen (Долен) ·Fargovo (Фъргово) ·
Godéchévo (Годешево) ·
Jijévo (Жижево) ·
Kotchan (Кочан) ·
Kriboul (Крибул) ·
Osina (Осина) ·
Pléténa (Плетена) ·
Satovtcha (Сатовча) ·
Slachtén (Слащен) ·
Toukhovichta (Туховища) ·
Vaklinovo (Ваклиново) ·
Valkosél (Вълкосел)

### Simitli (obchtina)
L'obchtina de groupe une ville, Simitli, et 17 villages :
Bréjani (Брежани) ·
Brestovo (Брестово) ·
Dokatitchévo (Докатичево) ·
Dolno Ossénovo (Долно Осеново) ·
Gorno Ossénovo (Горно Осеново) ·
Gradévo (Градево) ·
Jéléznitsa (Железница) ·
Kroupnik (Крупник) ·
Métchkoul (Мечкул) ·
Poléna (Полена) ·
Poléto (Полето) ·
Rakitna (Ракитна) ·
Senokos (Сенокос) ·
Simitli (Симитли) ·
Souchitsa (Сушица) ·
Soukhostrél (Сухострел) ·
Tchérnitché (Черниче) ·
Troskovo (Тросково)

### Stroumyani (obchtina)
L'obchtina de Stroumyani groupe 21 villages :
Dobri laki (Добри лаки) ·
Drakata (Драката) ·
Gorémé (Гореме) ·
Gorna Krouchitsa (Горна Крушица) ·
Gorna Ribnitsa (Горна Рибница) ·
Igralichté (Игралище) ·
Ilindéntsi (Илинденци) ·
Kaménitsa (Каменица) ·
Karpelevo (Кърпелево) ·
Klépalo (Клепало) ·
Kolibité (Колибите) ·
Makhalata (Махалата) ·
Mikrévo (Микрево) ·
Nikoudin (Никудин) ·
Palat (Палат) ·
Razdol (Раздол) ·
Sédéléts (Седелец) ·
Stroumyani (Струмяни) ·
Tsaparévo (Цапарево) ·
Velyouchtéts (Велющец) ·
Vrakoupovitsa (Вракуповица)

### Yakorouda (obchtina)
L'obchtina de Yakorouda groupe une ville, Yakorouda, et 7 villages :
Avramovo (Аврамово) ·
Bel kamen (Бел камен) ·
Bountsevo (Бунцево) ·
Konarsko (Конарско) ·
Smolevo (Смолево) ·
Tcherna Mesta (Черна Места) ·
Yakorouda (Якоруда) ·
Youroukovo (Юруково)